# Federico Cesarano
Carlo Gandini (Padova, 1886. július 5. – Milánó, 1969. január 22.) olimpiai bronzérmes olasz vívó, sportlövő.
Először olimpián az 1906. évi nyári olimpiai játékokon, Athénban indult, amit később nem hivatalos olimpiává nyilvánított a Nemzetközi Olimpiai Bizottság. Ezen az olimpián három vívószámban indult: tőrvívásban, kardvívásban és háromtalálatos kardvívásban. Kardvívásban bronzérmes lett.
Legközelebb csak az 1920. évi nyári olimpiai játékokon, Antwerpenban indult az olimpián, két vívószámban: tőrvívásban és kardvívásban és utóbbiban 10. lett.
Utoljára az 1924. évi nyári olimpiai játékokon, Párizsban indult az olimpián, de ekkor sportlövőként. Csapat trapban 9. helyen végeztek.